# Fair Game (Scientology)
Der Begriff Fair Game (engl. ‚Freiwild‘) bezeichnet eine 1967 vorgestellte Praxis der Scientology-Kirche, die den mitunter rigorosen Umgang mit deren internen und externen Feinden oder Kritikern beschreibt. Ein Jahr nach ihrer Vorstellung wurde die Vorgabe L. Ron Hubbards am 21. Oktober 1968 wieder zurückgenommen, wobei sich dies nur auf das Verwenden des Wortes Fair Game bezog, die Praxis an sich wird bis heute angewendet.
Für den englischen Sprachraum zählte der Foster-Report für die Jahre 1966 bis 1970 insgesamt 29 Fair-Game-Attacken gegen Kritiker oder Opponenten. Seit den 1970ern wurden vermehrt Regierungsbehörden, Behörden- und Medienvertreter sowie Einzelpersonen ins Visier genommen. Dabei wurden u. a. Scientology-Programme für die verdeckte Infiltration des Internal Revenue Service (IRS – die amerikanische Finanzbehörde) und von US-Regierungsbehörden im Rahmen der Operation Snow White umgesetzt.  Die Aktionen selbst sollen innerhalb der Scientology-Organisation vom Guardian Office (GO) und nach der Umstrukturierung in den 80er-Jahren vom Office of Special Affairs (OSA) durchgeführt worden sein.
Ende der 1980er bezeichnete die Scientology-Kirche im Rahmen einer Berufungsverhandlung im Fall Lawrence Wollersheim vs. Scientology Fair Game als einen Tätigkeitsschwerpunkt (core practice) und dass dies infolgedessen als religiöse Ausdrucksform geschützt sein sollte.

## Geschichtliche Entwicklung

L. Ron Hubbard

Nachdem L. Ron Hubbard 1950 sein Buch Dianetik: Die moderne Wissenschaft der geistigen Gesundheit veröffentlicht hatte, verkaufte er innerhalb von zwei Monaten nicht nur 55.000 Exemplare, sondern rief auch eine größere Anzahl von Rezensenten und Kritikern auf den Plan.
L. Ron Hubbard verfasste 1959 das geheime Handbuch des Rechts (Manual of Justice), das nur das Office of Special Affairs (OSA – Büro für Spezielle Angelegenheiten) und Spitzenfunktionäre von Scientology kennen: Leute greifen Scientology an: Ich vergesse das nie. Ich zahle immer mit gleicher Münze zurück, bis der Punktestand ausgeglichen ist.
Am 1. März 1965 prägte L. Ron Hubbard dann einen Begriff für das Vorgehen gegen Feinde von Scientology: Fair Game („Freiwild“ bzw. vogelfrei). Eine wirkliche Unterdrückerische Person oder Gruppe [habe] keinerlei Rechte, so Hubbard.
Am 18. Oktober 1967 verfasste Hubbard einen Scientology-Gesetzesbrief (Policy Letter) mit dem Titel Penalties for Lower Conditions, wo der Begriff Fair Game und das entsprechende Vorgehen detailliert beschrieben wurde.
Im Gesetzesbrief vom 18. Oktober 1967 ging es um verschiedene Zustandsformen, wie sie innerhalb von Scientology Anwendung finden. Während die ersten drei Paragraphen in erster Linie für die interne Verwendung gedacht waren, ist der vierte Paragraph sowohl intern als auch extern gültig: Feind: Regel für Unterdrückerische Personen anwenden. Freiwild. Darf seines Eigentums beraubt oder (in jeder Weise durch jeden Scientologen) verletzt werden, ohne dass dies disziplinarische Folgen für den Scientologen hat. Darf hereingelegt, verklagt, belogen oder zerstört werden.
Am 21. Oktober 1968, also über ein Jahr später, wurde der Begriff Fair Game von Hubbard zurückgenommen: Die Praxis, Personen zu Freiwild zu erklären, wird eingestellt. Fair Game darf in keiner Ethik-Anordnung mehr stehen. Es schadet uns in der Öffentlichkeit. [Die neue Regel] bedeutet nicht, dass irgendwelche Maßnahmen zum Umgang mit Unterdrückerischen Personen aufgehoben werden.

## Kontroverse
Die Scientology-Organisation bestreitet heute die Verwendung der Fair-Game-Praxis und weist darauf hin, dass deren Gebrauch 1968 aufgehoben worden sei.
Frank K. Flinn, ein ehemaliger Franziskaner, der am Maryville College in St. Louis lehrte, bevor er sich als Consultant in Bereich Religion und Theologie selbständig machte, sagte immer wieder als Gutachter für Scientology aus. Vor Gericht meinte Flinn, auf die Fair-Game-Praktik von Scientology angesprochen: Fast alle religiösen Bewegungen gehen anfangs hart gegen ihre Gegner vor, im Laufe der Zeit würden sie nachsichtiger.